# Sinfonía n.º 70 (Haydn)

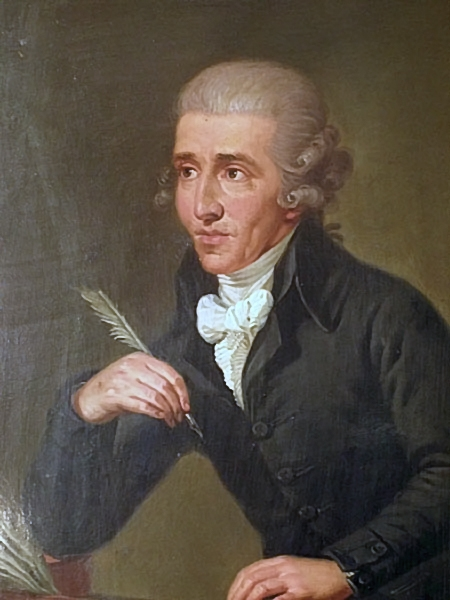
Haydn hacia 1770.

La Sinfonía n.º 70 en re mayor, Hob. I:70, fue compuesta por Joseph Haydn en algún momento entre 1778 y 1779.

## Historia

### Composición
La producción sinfónica del maestro austríaco puede dividirse a grandes rasgos en tres bloques temporales: el primer bloque (1757-1761) se corresponde con su periodo al servicio del conde Carl von Morzin (n.º 1 - n.º 5); el segundo bloque en la corte Esterházy (1761-1790 pero con la última sinfonía para el público de Esterházy en 1781); y el tercer bloque (1782-1795) comprende las Sinfonías de París (n.º 82 - n.º 87) y las Sinfonías de Londres (n.º 93 - n.º 104). El 1 de mayo de 1761 el compositor firmó su contrato como vice-kapellmeister (más tarde kapellmeister) de la familia Esterházy, que nominalmente duró 48 años, hasta su muerte.
La composición de esta pieza se desarrolló en algún momento entre 1778 y 1779. Según Reisig fue compuesta en la Navidad de 1779, tras el gran incendio en Eszterháza. Esta sinfonía marcó un punto de inflexión para el compositor. Puede considerarse el resultado positivo de la lucha del compositor con su propia integridad artística. Las críticas poco amables que denunciaban el carácter mediocre de sus últimas sinfonías indujeron al compositor a volver a sus instintos a pesar de la posible desaprobación de su mecenas. Al fin y al cabo, se trataba de una excepción a la norma, dado el habitual apoyo del príncipe a su músico de cabecera. En cualquier caso, casi todas las sinfonías numeradas como setenta son de una alta calidad e inventiva constantes. La creación de esta pieza sirvió para celebrar el inicio de la construcción de un nuevo teatro de ópera en Eszterháza. 

### Estreno y publicación
El estreno de esta obra tuvo lugar el 18 de diciembre de 1779 en Eszterháza. Es una de las pocas sinfonías de las que se conoce su fecha exacta de estreno.
La primera edición de las partes de la pieza fue llevada a cabo por la editorial Le Duc en 1780 en París.

## Instrumentación
La partitura está escrita para una orquesta formada por:
- Viento madera: 1 flauta, 2 oboes y 1 fagot.
- Viento metal: 2 trompas (en re) y 2 trompetas (en re).
- Percusión: timbales.
- Cuerda: una sección de cuerdas con 2 violines, viola, violonchelo y contrabajo.

Haydn añadió las partes para trompetas y timbales más tarde, pero están moldeadas en la textura de una manera eminentemente hábil y su omisión sería impensable (aunque, por desgracia, no inaudita). En cuanto a la participación del clavecín como bajo continuo en las sinfonías de Haydn existen diversas opiniones entre los estudiosos: James Webster se sitúa en contra; Hartmut Haenchen a favor; Jamie James en su artículo para The New York Times presenta diferentes posiciones por parte de Roy Goodman, Christopher Hogwood, H. C. Robbins Landon y James Webster. A partir de 2019 la mayor parte de las orquestas con instrumentos modernos no utiliza el clavecín como continuo. No obstante, existen grabaciones con clavecín en el bajo continuo realizadas por: Trevor Pinnock (Sturm und Drang Symphonies, Archiv, 1989-1990); Nikolaus Harnoncourt (n.º 6–8, Das Alte Werk, 1990); Sigiswald Kuijken (incluidas las Sinfonías de París y Londres; Virgin, 1988-1995); Roy Goodman (Ej. n.º 1-25, 70-78, 82-87; Hyperion, 2002).

## Estructura y análisis
La sinfonía consta de cuatro movimientos:
- I. Vivace con brio, en re mayor 3
4
- II. Specie d'un canone in contrapunto doppio. Andante, en re menor 2
4
- III. Menuet. Allegretto – Trio, en re mayor 3
4
- IV. Finale. Allegro con brio, en re menor 4
4

La interpretación de esta obra dura aproximadamente entre 15 y 20 minutos. Se trata de una obra homotonal ya que todos los movimientos tienen la misma tónica.

### I.Vivace con brio
El primer movimiento, Vivace, está escrito en la tonalidad de re mayor, en compás de 3/4 y sigue la forma sonata allegro. El movimiento de apertura comienza con un tema al unísono, atronador y anguloso. Está dominado por un tema motívico establecido en los primeros compases y consistente en dos pares de notas descendentes, que establecen de manera firme la tonalidad de la composición usando sólo las notas del acorde de tónica. La exposición está marcada con un signo de repetición, así como el desarrollo y la reexposición. El desarrollo empieza con do♮ al unísono disonantes en la madera y la cuerda. El resto del desarrollo consiste en su mayor parte en notas sostenidas de la madera y los pares de notas iniciales en contrapunto a tres partes en la cuerda. En la recapitulación la segunda mitad del primer tema se presenta en canon. Es posible que este movimiento tuviera su génesis como obertura, habida cuenta de su naturaleza y brevedad comparativa.

### II.Specie d'un canone in contrapunto doppio. Andante
El segundo movimiento, Specie d'un canone in contrapunto doppio Andante, está en re menor y en compás de 2/4. El movimiento lento es un canon en contrapunto doble, que posee una belleza sutil y contemplativa. Sigue el patrón ABA1B1A2. Empieza y acaba en modo menor. Los episodios en modo menor están escritos en contrapunto invertido y los episodios en modo mayor son homofónicos.

### III.Menuet. Allegretto – Trio
El tercer movimiento, Menuet. Allegretto – Trio, está en re mayor y en compás de 3/4. El minueto tiene la naturaleza premonitoria de un scherzo temprano de Beethoven, con su énfasis en el primer pulso. El trío evita el salón de baile en favor de la ensoñación. Una tercera sorpresa llega en forma de coda "inmensamente afirmativa" separada de este movimiento en su conjunto para la repetición da capo del minueto.

### IV.Finale. Allegro con brio
El cuarto y último movimiento, Finale. Allegro con brio, está en re menor y el compás es 4/4. El Finale es breve pero contundente y sin duda constituye la corona de la obra. Se inicia dubitativo con el tema principal que se estructura en torno a grupos de cinco notas repetidas de re, al principio en pianissimo, pero rápidamente se transforma en una "triple fuga [a dos partes] de gran fuerza". La fuga se calma y las dudas iniciales se repiten con ligeras variaciones y el movimiento termina con una coda en re mayor que incluye una repetición de once compases en mayor de la fuga. Un toque jocoso cierra la obra con dos reticentes intervenciones de las cuerdas sobre el tema principal y una tercera bramada por toda la orquesta, como diciendo "¡Sí! ¡Ya basta!". Según Reisig Haydn volvía a estar en plena forma.